# Mavie Hörbiger
 (octobre 2024).
Pour les articles homonymes, voir Hörbiger.
Mavie Hörbiger, née le 14 novembre 1979, est une actrice germano-autrichienne. Depuis 2009, elle est membre du théâtre national autrichien, le Burgtheater à Vienne.

## Biographie
Mavie Hörbiger est la fille de l'acteur allemand Thomas Hörbiger (1931-2011) et la petite fille de l'acteur autrichien Paul Hörbiger (1894-1981). De nombreux membres de sa famille sont acteurs.
Mavie Hörbiger a joué dans les théâtres de Hanovre et de Bochum. De 2006 à 2008, elle a été engagée au théâtre de Bâle. Depuis 2009, elle joue régulièrement au Burgtheater de Vienne. 
En 2021, elle a joué le diable dans Everyman. Elle a souligné la discrimination fondée sur l'âge et les stéréotypes dans l'industrie cinématographique. Elle a participé à la campagne #ActOut.
Elle a interviewé pour la télévision allemande des célébrités comme George Clooney, Leonardo DiCaprio et Ice-T.
En 2004, elle est classée troisième parmi les 100 femmes les plus sexy au monde, derrière Britney Spears et Heidi Klum. C'est un classement fait par l'édition allemande du magazine FHM. Elle a figuré pendant quatre ans dans ce classement (2002 à 2006) et est considérée comme une des femmes allemandes les plus attirantes. Elle a refusé plusieurs offres du magazine Playboy pour poser nue.
Elle se marie en 2006 avec le réalisateur Michael Maertens. Ils ont deux enfants, une fille née avril 2009, et un garçon en juillet 2012. Le couple se sépare en 2016. Mavie se remarie en 2025.

## Filmographie
| Année | Titre                                                    | Réalisateur                                | Rôle                                  |
| ----- | -------------------------------------------------------- | ------------------------------------------ | ------------------------------------- |
| 1996  | Nur für eine Nacht (TV)                                  | Michael Gutmann                            |                                       |
| 1998  | Love Scenes from Planet Earth                            | Marc Rothemund                             | Nina                                  |
| 1998  | Solo für Klarinette (de)                                 | Nico Hofmann                               | Emmie Weller                          |
| 1999  | Sinan Toprak ist der Unbestechliche                      | Orkun Ertener                              | Liane Wagner                          |
| 2000  | LiebesLuder                                              | Detlev Buck                                | Ina                                   |
| 2000  | Fandango                                                 | Matthias Glasner                           | Tina                                  |
| 2001  | Jeans                                                    | Nicolette Krebitz                          | Mavie / 'Minnie Mouse'                |
| 2001  | L'Affaire Vera Brühne (TV)                               | Hark Bohm                                  | Stephanie Virno                       |
| 2001  | Quatre femmes à marier (TV)                              | René Heisig                                | Merle                                 |
| 2001  | 100 Pro                                                  | Simon Verhoeven                            | Vicky a.k.a. 'Mäuslein'               |
| 2001  | Zsa Zsa                                                  | Peter Gersina                              |                                       |
| 2002  | Nogo                                                     | Gerhard Ertl et Sabine Hiebler             | Rosa                                  |
| 2002  | Schweigen ist Gold                                       | Sabine Landgraeber                         | Jenny                                 |
| 2002  | Napoléon (TV)                                            | Yves Simoneau                              | Marie Louise d'Autriche               |
| 2002  | Auf Herz und Nieren                                      | Thomas Jahn et Til Schweiger (non crédité) | Nicole                                |
| 2002  | Tatort Zartbitterschokolade (TV)                         | Erhard Riedlsperger                        | Ruth Hofmann (comme Marvie Hörbiger)  |
| 2003  | Feiertag                                                 | Detlef Bothe                               | Sissy                                 |
| 2003  | La Dernière Cible                                        | Paul Hills                                 | Rita                                  |
| 2003  | Fremder Freund                                           | Elmar Fischer                              | Nora                                  |
| 2003  | Shit Happens                                             | Clemens Pichler                            | Silea                                 |
| 2004  | 7 Zwerge                                                 | Sven Unterwaldt Jr.                        | Rotkäppchen (Le Petit Chaperon rouge) |
| 2004  | Le désordre des sentiments (So fühlt sich Liebe an) (TV) | Peter Gersina                              | Alexandra                             |
| 2004  | L'Anneau sacré (TV)                                      | Uli Edel                                   | Lena                                  |
| 2004  | Giacomo Casanova (TV)                                    | Richard Blank                              | Bellino / Teresa                      |
| 2005  | Blackout Journey                                         | Siegfried Kamml                            | Stella                                |
| 2005  | Pauvres Millionnaires (TV)                               | RTL Television et ORF                      | Lilo Gabriel                          |
| 2006  | Drei Schwestern made in Germany (TV)                     | Oliver Storz                               | Gudrun 'Guddi' Sonnenberg             |
| 2006  | Esperanza                                                | Zsolt Bács                                 | Natascha                              |
| 2006  | Die Ohrfeige                                             | Johannes Fabrick                           | Elisabeth Morgentau                   |
| 2007  | Marmorera                                                | Markus Fischer                             | Paula Cavegn                          |
| 2009  | Lacoma                                                   | Christopher Roth                           | Julia                                 |
| 2011  | Die Schatten, die dich holen (TV)                        | Robert Dornhelm                            |                                       |
| 2012  | Banklady                                                 | Christian Alvart                           | Heidi Senger                          |
| 2014  | Tatort - Die letzte Wies'n                               | Marvin Kren                                | Ina Sattler                           |
| 2017  | Axolotl Overkill                                         | Helene Hegemann                            | Ophelia                               |
| 2017  | Lommbock                                                 | Christian Zübert                           | Sabine                                |
| 2019  | Der Boden unter den Füßen                                | Marie Kreutzer                             | Elise                                 |
| 2021  | Ich und die Anderen (TV)                                 | David Schalko                              | Franziska                             |

## Théâtre
2001 :
- Freunde II, dans le rôle de « Santuzza » à Hanovre

2002 : 
- Komödie der Verführung, dans le rôle de « Gilda » à Hanovre et Bochum

2004 :
- Lulu, dans le rôle de « Lulu » en Bochum

2005 :
- Fettes Schwein, dans le rôle de « Jeannie » à Hanovre

2006 :
- Sanft und grausam, dans le rôle de « Rachel » à Hanovre
- Cyrano, dans le rôle de « Roxane » à Bâle

2007 :
- Endstation Sehnsucht, dans le rôle de « Stella » à Bâle
- Vor Sonnenuntergang, dans le rôle de « Ottilie Klammroth » à Bâle
- Ein Sommernachtstraum, dans le rôle de « Hermia » à Salzbourg et Zurich
- Die Brüder Löwenherz, dans le rôle de « Karl Löwenherz » à Bâle

2008 :
- Doubleface oder die Innenseite des Mantels, dans le rôle de « Sylvie » à Bâle
- Liebe und Geld, dans le rôle de « Jess » à Bâle

2013 :
- Der böse Geist Lumpacivagabundus, dans les rôles de « Amorosa », « Nannette », « Anastasia Hobelmann », « Reserl » et « Camilla » à Vienne et au Festival de Salzbourg

2015 :
- Antigone, dans le rôle de « Ismène » à Vienne

2021 :
- Everyman, dans le rôle du « diable » au Festival de Salzbourg

## Récompenses
- Romy d'or, dans la catégorie Famoust female shooting star 2001

## Nomination
- Nommée pour la meilleure actrice dans un second rôle avec Tatort - Die letzte Wies'n pour le prix de l'Académie de télévision allemande
- Nommée pour la meilleure actrice dans un second rôle avec Der Boden unter den Füßen pour le prix du cinéma autrichien[3]